# Caduca albopunctata
Caduca albopunctata är en fjärilsart som beskrevs av Walker 1857. Caduca albopunctata ingår i släktet Caduca och familjen nattflyn. Inga underarter finns listade i Catalogue of Life.